# Euthalia kastobo
Euthalia kastobo är en fjärilsart som beskrevs av Hagen 1896. Euthalia kastobo ingår i släktet Euthalia och familjen praktfjärilar. Inga underarter finns listade i Catalogue of Life.